# Liste der Nummer-eins-Hits in Frankreich (1982)
Diese Liste enthält alle Nummer-eins-Hits in Frankreich im Jahr 1982. Es gab in diesem Jahr zehn Nummer-eins-Singles und elf Nummer-eins-Alben.

## Singles
| | Liste der Nummer-eins-Hits in Frankreich | Liste der Nummer-eins-Hits in Frankreich | Liste der Nummer-eins-Hits in Frankreich                                                                        | 1983 →                    |
| \| Zeitraum \| Wo. ges. \| Interpret \| Titel Autor(en) \| Zusätzliche Informationen \| \| (Zeitraum, Wochen auf Platz eins, Interpret, Titel, Autor[en], zusätzliche Informationen) \| \| \| \| \| \| ----------------------------------------------------------------------------------------- \| -------- \| --------------------------- \| --------------------------------------------------------------------------------------------------------------- \| ------------------------- \| \| 27. November 1981 – 14. Januar 1982 7 Wochen \| 7 \| Ennio Morricone \| Chi Mai Ennio Morricone, Carlo Nistri \| – \| \| 15. Januar 1982 – 21. Januar 1982 1 Woche \| 1 \| Nana Mouskouri \| Je chante avec toi, liberté Giuseppe Verdi, Pierre Delanoë, Claude Lemesle \| – \| \| 22. Januar 1982 – 28. Januar 1982 1 Woche (insgesamt 5) \| 5 \| Chagrin d’Amour \| Chacun fait (c’qui lui plaît) Gérard Maurice Henri Presgurvic, Philippe Timbert \| – \| \| 29. Januar 1982 – 4. März 1982 5 Wochen \| 5 \| Nikka Costa feat. Don Costa \| (Out Here) On My Own Michael Gore, Lesley Gore \| – \| \| 5. März 1982 – 1. April 1982 4 Wochen (insgesamt 5) \| 5 \| Chagrin d’Amour \| Chacun fait (c’qui lui plaît) Gérard Maurice Henri Presgurvic, Philippe Timbert \| – \| \| 2. April 1982 – 1. Juli 1982 13 Wochen (insgesamt 14) \| 14 \| Kim Wilde \| Cambodia Ricky Wilde, Marty Wilde \| – \| \| 2. Juli 1982 – 26. August 1982 8 Wochen \| 8 \| Pop Concerto Orchestra \| Eden Is a Magic World Musik: Paul Marie André de Senneville; Text: Olivier Toussaint \| – \| \| 27. August 1982 – 2. September 1982 1 Woche (insgesamt 14) \| 14 \| Kim Wilde \| Cambodia Ricky Wilde, Marty Wilde \| – \| \| 3. September 1982 – 30. September 1982 4 Wochen \| 4 \| Imagination \| Music and Lights Steve Jolley, Tony Swain, John Lesley McGregor, Ashley Ingram \| – \| \| 1. Oktober 1982 – 28. Oktober 1982 4 Wochen (insgesamt 8) \| 8 \| Philippe Lavil \| Il tape sur des bambous Musik: Michel Heron; Text: Didier René Henri Barbelivien \| – \| \| 29. Oktober 1982 – 4. November 1982 1 Woche \| 1 \| Supertramp \| It’s Raining Again Richard Davies, Roger Hodgson \| – \| \| 5. November 1982 – 2. Dezember 1982 4 Wochen (insgesamt 8) \| 8 \| Philippe Lavil \| Il tape sur des bambous Musik: Michel Heron; Text: Didier René Henri Barbelivien \| – \| \| 3. Dezember 1982 – 4. Februar 1983 9 Wochen \| 9 \| Dorothée \| Hou! La menteuse Musik: Jean-Luc Benjamin Azoulay, Gérard Roger Serge Salesses; Text: Jean-Luc Benjamin Azoulay \| – \| |                                          |                                          | |                           |
| |                                          |                                          | | → 1983 →                  |
| Zeitraum | Wo. ges.                                 | Interpret                                | Titel Autor(en)                                                                                                 | Zusätzliche Informationen |
| (Zeitraum, Wochen auf Platz eins, Interpret, Titel, Autor[en], zusätzliche Informationen) |                                          |                                          | |                           |
| 27. November 1981 – 14. Januar 1982 7 Wochen | 7                                        | Ennio Morricone                          | Chi Mai Ennio Morricone, Carlo Nistri                                                                           | –                         |
| 15. Januar 1982 – 21. Januar 1982 1 Woche | 1                                        | Nana Mouskouri                           | Je chante avec toi, liberté Giuseppe Verdi, Pierre Delanoë, Claude Lemesle                                      | –                         |
| 22. Januar 1982 – 28. Januar 1982 1 Woche (insgesamt 5) | 5                                        | Chagrin d’Amour                          | Chacun fait (c’qui lui plaît) Gérard Maurice Henri Presgurvic, Philippe Timbert                                 | –                         |
| 29. Januar 1982 – 4. März 1982 5 Wochen | 5                                        | Nikka Costa feat. Don Costa              | (Out Here) On My Own Michael Gore, Lesley Gore                                                                  | –                         |
| 5. März 1982 – 1. April 1982 4 Wochen (insgesamt 5) | 5                                        | Chagrin d’Amour                          | Chacun fait (c’qui lui plaît) Gérard Maurice Henri Presgurvic, Philippe Timbert                                 | –                         |
| 2. April 1982 – 1. Juli 1982 13 Wochen (insgesamt 14) | 14                                       | Kim Wilde                                | Cambodia Ricky Wilde, Marty Wilde                                                                               | –                         |
| 2. Juli 1982 – 26. August 1982 8 Wochen | 8                                        | Pop Concerto Orchestra                   | Eden Is a Magic World Musik: Paul Marie André de Senneville; Text: Olivier Toussaint                            | –                         |
| 27. August 1982 – 2. September 1982 1 Woche (insgesamt 14) | 14                                       | Kim Wilde                                | Cambodia Ricky Wilde, Marty Wilde                                                                               | –                         |
| 3. September 1982 – 30. September 1982 4 Wochen | 4                                        | Imagination                              | Music and Lights Steve Jolley, Tony Swain, John Lesley McGregor, Ashley Ingram                                  | –                         |
| 1. Oktober 1982 – 28. Oktober 1982 4 Wochen (insgesamt 8) | 8                                        | Philippe Lavil                           | Il tape sur des bambous Musik: Michel Heron; Text: Didier René Henri Barbelivien                                | –                         |
| 29. Oktober 1982 – 4. November 1982 1 Woche | 1                                        | Supertramp                               | It’s Raining Again Richard Davies, Roger Hodgson                                                                | –                         |
| 5. November 1982 – 2. Dezember 1982 4 Wochen (insgesamt 8) | 8                                        | Philippe Lavil                           | Il tape sur des bambous Musik: Michel Heron; Text: Didier René Henri Barbelivien                                | –                         |
| 3. Dezember 1982 – 4. Februar 1983 9 Wochen | 9                                        | Dorothée                                 | Hou! La menteuse Musik: Jean-Luc Benjamin Azoulay, Gérard Roger Serge Salesses; Text: Jean-Luc Benjamin Azoulay | –                         |

## Alben
| | Liste der Nummer-eins-Hits in Frankreich | Liste der Nummer-eins-Hits in Frankreich | Liste der Nummer-eins-Hits in Frankreich                | 1983 →                    |
| \| Zeitraum \| Wo. ges. \| Interpret \| Titel \| Zusätzliche Informationen \| \| (Zeitraum, Wochen auf Platz eins, Interpret, Titel, zusätzliche Informationen) \| \| \| \| \| \| ------------------------------------------------------------------------------ \| -------- \| ------------------------ \| ------------------------------------------------------- \| ------------------------- \| \| 31. Dezember 1981 – 7. Januar 1982 1 Woche \| 1 \| David Bowie \| Christiane F. – Wir Kinder vom Bahnhof Zoo (Soundtrack) \| – \| \| 8. Januar 1982 – 4. Februar 1982 4 Wochen (insgesamt 11) \| 11 \| (Soundtrack) \| Le professionnel \| – \| \| 5. Februar 1982 – 4. März 1982 4 Wochen \| 4 \| Michel Sardou \| Le lacs du Connemara \| – \| \| 5. März 1982 – 1. April 1982 4 Wochen \| 4 \| Scorpions \| Blackout \| – \| \| 2. April 1982 – 5. August 1982 18 Wochen \| 18 \| Simon & Garfunkel \| The Concert in Central Park \| – \| \| 6. August 1982 – 26. August 1982 3 Wochen (insgesamt 6) \| 6 \| Téléphone \| Dure limite \| – \| \| 27. August 1982 – 30. September 1982 5 Wochen \| 5 \| Imagination \| Body Talk \| – \| \| 1. Oktober 1982 – 28. Oktober 1982 4 Wochen \| 4 \| Imagination \| In the Heat of the Night \| – \| \| 29. Oktober 1982 – 2. Dezember 1982 5 Wochen \| 5 \| Supertramp \| “…famous last words…” \| – \| \| 3. Dezember 1982 – 30. Dezember 1982 4 Wochen \| 4 \| The Alan Parsons Project \| Eye in the Sky \| – \| \| 31. Dezember 1982 – 7. Januar 1983 1 Woche \| 1 \| Al Bano & Romina Power \| Best Of \| – \| |                                          |                                          |                                                         |                           |
| |                                          |                                          |                                                         | → 1983 →                  |
| Zeitraum | Wo. ges.                                 | Interpret                                | Titel                                                   | Zusätzliche Informationen |
| (Zeitraum, Wochen auf Platz eins, Interpret, Titel, zusätzliche Informationen) |                                          |                                          |                                                         |                           |
| 31. Dezember 1981 – 7. Januar 1982 1 Woche | 1                                        | David Bowie                              | Christiane F. – Wir Kinder vom Bahnhof Zoo (Soundtrack) | –                         |
| 8. Januar 1982 – 4. Februar 1982 4 Wochen (insgesamt 11) | 11                                       | (Soundtrack)                             | Le professionnel                                        | –                         |
| 5. Februar 1982 – 4. März 1982 4 Wochen | 4                                        | Michel Sardou                            | Le lacs du Connemara                                    | –                         |
| 5. März 1982 – 1. April 1982 4 Wochen | 4                                        | Scorpions                                | Blackout                                                | –                         |
| 2. April 1982 – 5. August 1982 18 Wochen | 18                                       | Simon & Garfunkel                        | The Concert in Central Park                             | –                         |
| 6. August 1982 – 26. August 1982 3 Wochen (insgesamt 6) | 6                                        | Téléphone                                | Dure limite                                             | –                         |
| 27. August 1982 – 30. September 1982 5 Wochen | 5                                        | Imagination                              | Body Talk                                               | –                         |
| 1. Oktober 1982 – 28. Oktober 1982 4 Wochen | 4                                        | Imagination                              | In the Heat of the Night                                | –                         |
| 29. Oktober 1982 – 2. Dezember 1982 5 Wochen | 5                                        | Supertramp                               | “…famous last words…”                                   | –                         |
| 3. Dezember 1982 – 30. Dezember 1982 4 Wochen | 4                                        | The Alan Parsons Project                 | Eye in the Sky                                          | –                         |
| 31. Dezember 1982 – 7. Januar 1983 1 Woche | 1                                        | Al Bano & Romina Power                   | Best Of                                                 | –                         |